# Carestream Health

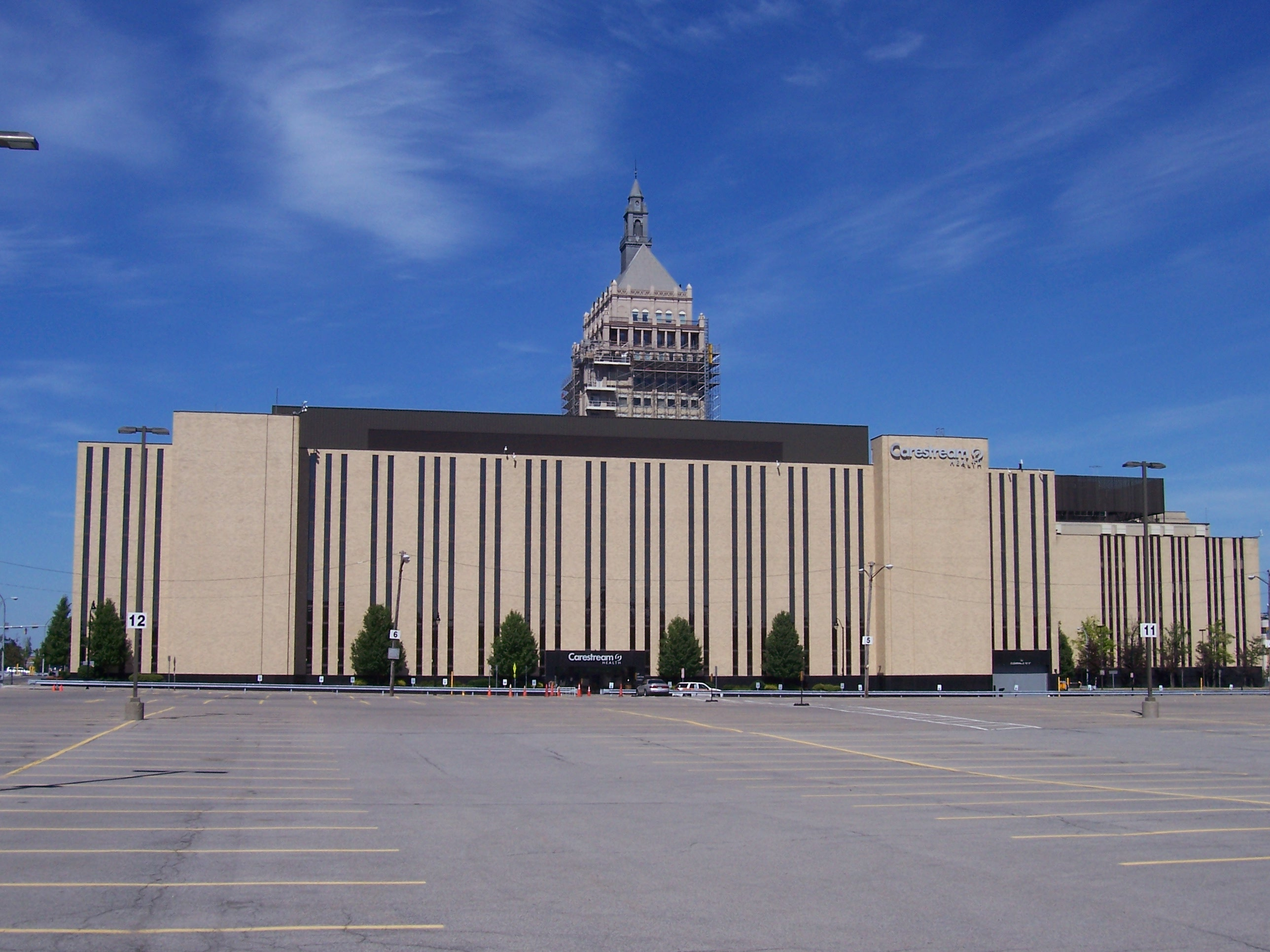
Carestream Health sede en Rochester, New York

Carestream Health, antiguamente perteneciente a la división de salud del grupo Kodak, Kodak Health Group, es una empresa independiente y subsidiaria de Onex Corporation (Toronto, Canadá). Carestream Health tiene su sede en Rochester, Nueva York, Estados Unidos.

## La empresa
En 2007 contaba con 8.100 empleados y en 2006 obtuvo un ingreso de 2,54 mil millones de dólares.